# Санта-Роза-ди-Витербу
Санта-Роза-ди-Витербу (порт. Santa Rosa de Viterbo) — муниципалитет в Бразилии, входит в штат Сан-Паулу. Составная часть мезорегиона Рибейран-Прету. Входит в экономико-статистический микрорегион Рибейран-Прету. Население составляет 23 091 человек на 2006 год. Занимает площадь 289,669 км². Плотность населения — 79,7 чел./км².
Праздник города — 4 сентября.

## Статистика
- Валовой внутренний продукт на 2003 год составляет 265 441 227,00 реалов (данные: Бразильский институт географии и статистики).
- Валовой внутренний продукт на душу населения на 2003 год составляет 11 886,67 реалов (данные: Бразильский институт географии и статистики).
- Индекс развития человеческого потенциала на 2000 год составляет 0,804 (данные: Программа развития ООН).

## География
Климат местности: субтропический. В соответствии с классификацией Кёппена, климат относится к категории Cfa.